# Atanquía
La atanquía era una sustancia o ungüento empleada para la operación de quitarse el vello de una parte del cuerpo.
Las atanquías obran, en general o mecánica o químicamente. En el primer caso no son más que sencillos emplastos aglutinativos, formados de pez y resina y que se pegan de tal modo a la piel a la que se aplican, que al sacarlos se llevan consigo cuanto vello se encuentra en la superficie. Este método causa mayores dolores, pero presenta menos peligros que el segundo. En este se emplean cuerpos de una acción enérgica que atacan la piel, la aflojan y no permiten a los bulbos del pelo el permanecer injertos en ella. Estas atanquías se componen regularmente de álcalis cáusticos, de sulfuro de barita o de preparaciones arsénicas. Para el mismo objeto se recomienda el uso de algunos jugos de vegetales activos, como el titímalo, la acacia, el perejil. También se aconseja que se haga uso de los huevos de hormigas, pero el rusma de los orientales es mejor que todos estos medios. 

## Procedimiento de fabricación
Se han publicado varias recetas: vamos a dar la que Cadet de Gassicourt ha publicado en el Diccionario de Ciencias médicas.
Se toman dos onzas de cal viva, se mezclan con media onza de oropimente o rejalgar (sulfuro de arsénico); se las hace hervir en una libra de lejía alcalina fuerte. Para probarla se sumerge en ella una pluma y cuando caen los pelos, el rusma se halla preparado o a punto, se frotan con él las partes velludas cuyo pelo quiere destruirse y en seguida se lavan con agua caliente. Este método es muy cáustico, ataca muy frecuentemente el tejido de la piel al mismo tiempo que el vello y debe por lo mismo no aplicarse sino con la mayor circunspección.
Algunas veces no se hace más que mezclar la cal y el oropimente y humedecerlo con agua tibia al tiempo de hacer uso de él. Otros al contrario añaden cierta manteca y hacen una pomada; otros jabón, etc. Se varían con frecuencia las proporciones y se modifican según la edad de las personas, la clase de su piel, el color del cabello, etc. Unas veces se pone una onza de oropimente con ocho onzas de cal viva; otras, dos onzas de oropimente con doce de cal y algunas, tres onzas de oropimente con quince de cal. Esta última mezcla es la más activa. Para temperar su causticidad, se añade un octavo de almidón o de harina de centeno; se forma una pasta con un poco de agua tibia; se aplica a las partes velludas y se deja allí algunos minutos. Se tiene cuidado de humedecerla un poco a fin de que no se seque con demasiada prontitud y se prueba si el pelo se arranca con presteza y sin resistencia; entonces se quita con agua tibia; la pasta desaparece con el pelo y queda hecha la operación. Jamás debe emplearse el rusma más que en pequeñas cantidades, pues además de la alteración de la piel, debe temerse la absorción y todos los accidentes que resultan de un envenenamiento con arsénico.